# أوتو فالاخ

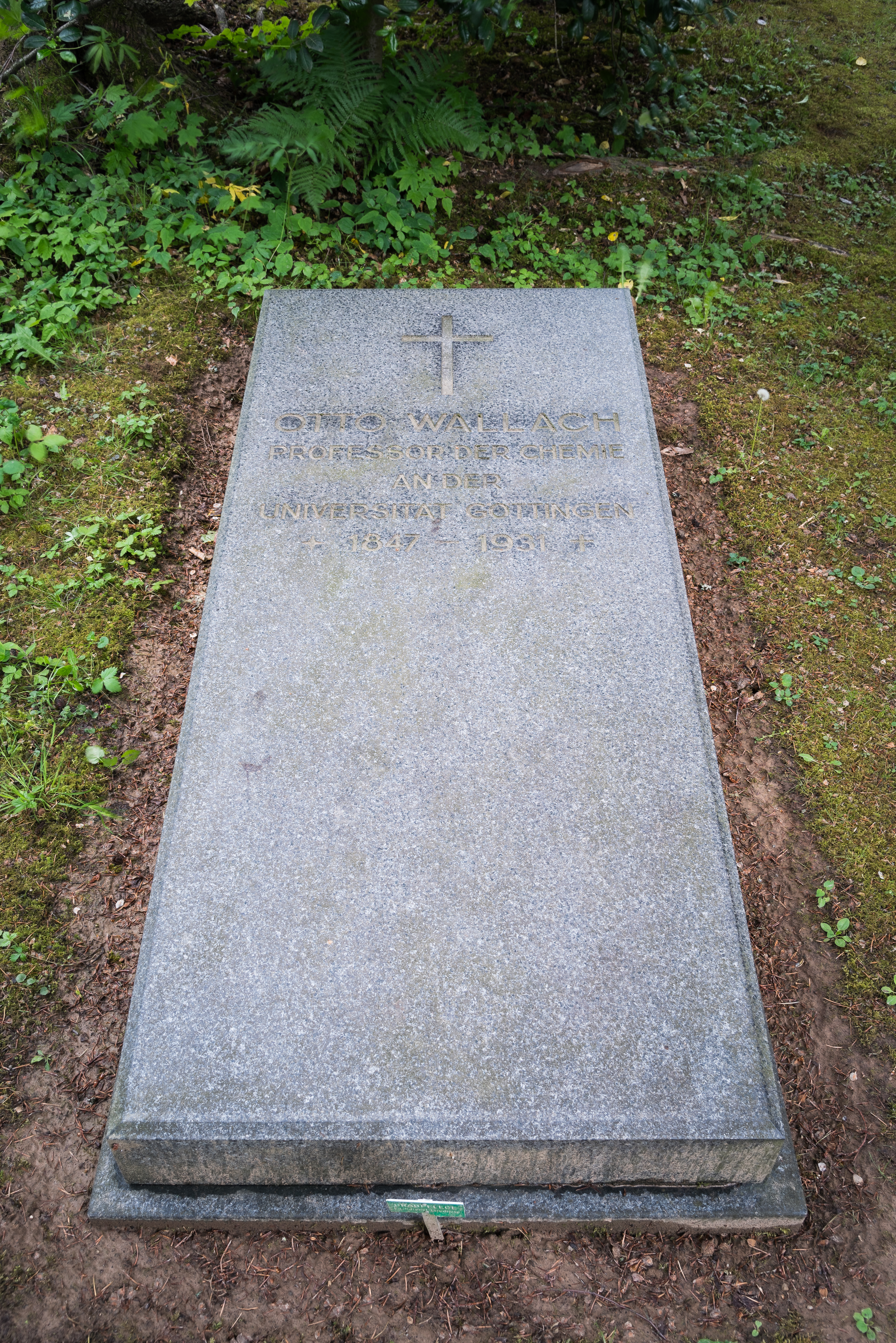
قبر أوتو والاش في غوتنغن

أوتّو فالاخ (بالألمانية: Otto Wallach) هو كيميائي ألماني ولد في 27 مارس 1847 وتوفي في 26 فبراير 1931 في غوتينغن. تحصل على جائزة نوبل في الكيمياء لأعماله على المركب أليفاتي حلقي. تحصل على دكتوراه من جامعة غوتينغن سنة 1869 وعمل كمحاضر في جامعة بون بين 1870 و1898 وبعدها في جامعة غوتينغن بين 1898 و1915. هو وراء تسمية تيربين وبينين. تحصل على وسام دايفي سنة 1912. يذكر أنه ولد لأب يهودي تحول من اليهودية إلى الديانة المسيحية على مذهب اللوثرية؛ ولأم ألمانية بروتستانتية.

## روابط خارجية
- أوتو فالاخ على موقع الموسوعة البريطانية (الإنجليزية)
- أوتو فالاخ على موقع إن إن دي بي (الإنجليزية)